# چاه دشت محمدخان ۱۱
چاه دشت محمدخان ۱۱ روستایی از توابع بخش انابد شهرستان بردسکن در استان خراسان رضوی ایران است.

## جمعیت
این روستا در دهستان صحرا قرار دارد و براساس سرشماری مرکز آمار ایران در سال ۱۳۹۰، جمعیت آن ۱۶ نفر (۵ خانوار) بوده‌است.